# Tecozautla
Tecozautla è un comune del Messico, situato nello stato di Hidalgo.